# Sobór Przemienienia Pańskiego w Tichwinie
Sobór Przemienienia Pańskiego – prawosławny sobór w Tichwinie, katedra eparchii tichwińskiej.
Cerkiew została wzniesiona w 1748 na miejscu starszej, drewnianej świątyni i w tym samym roku wyświęcona na mocy ukazu arcybiskupa nowogrodzkiego Stefana. W 1880 dokonano przebudowy obiektu, dostawiając dodatkowy ołtarz, wzniesiono również wolno stojącą dzwonnicę o wysokości 41,4 metra. W soborze funkcjonowały trzy ołtarze: główny oraz dwa boczne – św. Warłaama Chutyńskiego i Zwiastowania. Obiekt zwieńczono sześcioma złoconymi kopułami.
Szczególnym kultem otaczana była w cerkwi Sztokholmska Ikona Matki Bożej, kopia Tichwińskiej Ikony Matki Bożej, wykupiona w XVII w. przez tichwińskich kupców z rąk szwedzkich. Znajdowała się ona w ikonostasie, na miejscu po lewej stronie carskich wrót tradycyjnie przeznaczonym dla wizerunku Bogurodzicy.
W latach 30. XX wieku budynek został odebrany Rosyjskiemu Kościołowi Prawosławnemu i po zdjęciu kopuł zaadaptowany na kinoteatr. Do pierwotnej funkcji obiekt przywrócono w 1993. W roku następnym metropolita petersburski i ładoski Jan wyświęcił jego główny ołtarz; po tej dacie w soborze na nowo regularnie odprawiane są nabożeństwa. Trwają prace, których celem jest przywrócenie cerkwi pierwotnego wyglądu.
Sobór został ponownie poświęcony 9 lipca 2015 przez patriarchę moskiewskiego i całej Rusi Cyryla – jako świątynia katedralna eparchii tichwińskiej.